# Световна метеорологична организация
Световната метеорологична организация (на английски: World Meteorological Organization) е междуправителствена организация, в която членуват 192 държави и територии. Текущият ѝ генерален секретар е Петери Таалас, а президентът ѝ е Дейвид Граймс. Щаб-квартирата на организацията се намира в Женева, Швейцария.
Създадена е от Международната метеорологична организация, която е основана през 1873 г. като неправителствена организация. През 1930-те години са предложени реформи по статута и структурата на организацията, които кулминират в Световната метеорологична конвенция, подписана на 11 октомври 1947 г. и влизаща в сила на 23 март 1950 г. Така формално е поставено началото на Световната метеорологична организация на 17 март 1951 г., която е назначена за специална агенция към ООН.

## Структура
Йерархията на Световната метеорологична организация е следната:
- Световен метеорологичен конгрес – върховното тяло на организацията, което определя политиката.[6] Всяка страна членка е представена от постоянен представител, когато конгресът се събира на всеки четири години. Конгресът избира президент и вицепрезиденти на организацията, членове на изпълнителния съвет и генерален секретар.
- Изпълнителен съвет – осъществява решенията на конгреса.
- Секретариат – осем департамента с щат от 200 души, ръководени от генерален секретар, който може да служи не повече от два мандата от по четири години.[7]

Ежегодно публикуваните изявления от организацията относно статута на световния климат предоставят подробности относно глобалните, регионалните и националните температури и изключителни метеорологични събития. Организацията предоставя също и информация относно дългосрочните показатели на климатичните промени, включително атмосферната концентрация на парникови газове, покачване на морското равнище и обхвата на морските ледове.

## Стратегически план
- Намаляване на риска от бедствия
- Глобална рамка за климатични услуги
- Интегрираната глобална система за наблюдение
- Авиационно метеорологично обслужване
- Полярни и високопланински райони
- Развитие на капацитета
- Управление

## Метеорологични кодове
В съответствие със своя указ за насърчаване на стандартизацията на метеорологичните наблюдения, Световната метеорологична организация поддържа множество кодови форми за представяне и обмен на метеорологични, океанографски и хидроложки данни. Традиционните кодове, като SYNOP, CLIMAT и TEMP, са символно-базирани, а кодирането им е позиционно-базирано. Проектират се нови кодови форми с цел преносимост, разширяемост и универсалност: BUFR, CREX и GRIB.

## Признание
Световната метеорологична организация и Програмата на ООН за околната среда съвместно създават Междуправителствения панел за климатични промени, който получава нобелова награда за мир през 2007 г. „за неговите усилия да създаде и разпространи повече знания относно антропогенното изменение на климата и да положи основите за мерки, които са необходими за противодействие на такава промяна“.
Световният метеорологичен ден се отбелязва на 23 март.

## Членство
Към февруари 2014 г. Световната метеорологична организация включва общо 185 държави членки и 6 територии членки.
Десет страни членки на ООН не са членки на Световната метеорологична организация: Андора, Екваториална Гвинея, Гренада, Лихтенщайн, Маршалови острови, Науру, Палау, Сейнт Китс и Невис, Сейнт Винсент и Гренадини и Сан Марино. Острови Кук и Ниуе са членки на Световната метеорологична организация, без да са членове на ООН. Ватикана и Палестина не са членки на нито една от двете организации.
Шестте територии членки на Световната метеорологична организация са: британските задморски територии в Карибския регион (съвместно членство), Френска Полинезия, Хонконг, Макау, Кюрасао и Синт Мартен (съвместно членство), и Нова Каледония.
България е членка на организацията от 12 март 1952 г. Представител за България е проф. Христомир Брънзов.